# Hip Hop Kankpé
Hip Hop Kankpé est un festival, une tribune d’expression qui a été créé par l’association Ardiess Productions au Bénin en 2002.

## Objectif
Hip Hop Kankpé a pour but de favoriser le brassage de la communauté Hip Hop, d’apporter une contribution significative à l’enrichissement de cette culture et vise aussi la professionnalisation du milieu Hip Hop,.

## Éditions
Malgré la scission du groupe Ardiess Posse en 2013, les fondateurs ont essayé de maintenir le festival en place quelques années après jusqu'en 2015, où il était à sa 13e édition,. Lors de cette édition, plusieurs artistes internationaux sont invités et comme tête d'affiche, l'artiste nigerian Kizz Daniel.